# Royal Trophy
The Royal Trophy fue una competición de golf creada por Entertainment Group Asia Limited realizada entre 2006 y 2013 y que se disputaba entre equipos de golfistas profesionales masculinos de Asia y Europa siguiendo el modelo de la famosa Ryder Cup. El trofeo de plata maciza, que pesaba 16 kg, fue donado por su Majestad el Rey Bhumibol Adulyadej de Tailandia, con motivo de su 60° aniversario en el trono.

## Historia
El primer encuentro tuvo lugar el 7 y 8 de enero de 2006 en el Amata Spring Country Club de Bangkok y terminó con la victoria de Europa por 9:7. Encabezaban los equipos los capitanes Masahiro Kuramoto (Asia) y Severiano Ballesteros (Europa), respectivamente.
En enero del 2007 se jugó el Royal Trophy en el mismo lugar, volviendo a ganar Europa por 12½:3½ puntos.
Esta competición no se celebró en 2008 porque el país estaba de luto nacional por el fallecimiento de la hermana del rey, Galyani Vadhana.
Asia ganó por primera vez en enero de 2009 por 10:6 puntos.

## Modalidad
Los dos equipos se componían de ocho jugadores cada uno, así como de un capitán que no jugaba (Non-Playing Captain). Seis jugadores eran seleccionados a través del Orden del Mérito y la clasificación mundial, en tanto que dos jugadores eran elegidos por el capitán (Captain's Picks). El primer día (un sábado) se disputaban por la mañana cuatro Foursomes (una bola por pareja, que se jugaba alternativamente) y por la tarde cuatro Fourballs (cada jugador jugaba su bola y se puntuaba el mejor resultado de cada pareja). El segundo día (domingo) se celebraban ocho partidos individuales.

## Resultados
| Año  | Lugar                                 | Vencedor (Capitán)                | Vencedor (Capitán)                | Perdedor (Capitán)                | Perdedor (Capitán)                |
| ---- | ------------------------------------- | --------------------------------- | --------------------------------- | --------------------------------- | --------------------------------- |
| 2013 | Dragon Lake Golf Club, China          | Europa /José María Olazábal)      | 8½                                | Asia (Yang Yong-eun)              | 7½                                |
| 2012 | Empire Hotel and Country Club, Brunei | Asia (Naomichi „Joe“ Ozaki)       | 8                                 | Europa /José María Olazábal)      | 8                                 |
| 2011 | Mountain Golf Club en Cha-am/Hua Hin  | Europa /Colin Montgomerie)        | 9                                 | Asia (Naomichi „Joe“ Ozaki)       | 7                                 |
| 2010 | Amata Spring Country Club in Bangkok  | Europa /Colin Montgomerie)        | 8½                                | Asia (Naomichi „Joe“ Ozaki)       | 7½                                |
| 2009 | Amata Spring Country Club in Bangkok  | Asia (Naomichi „Joe“ Ozaki)       | 10                                | Europa (José María Olazábal)      | 6                                 |
| 2008 | Amata Spring Country Club in Bangkok  | no hubo torneos por luto nacional | no hubo torneos por luto nacional | no hubo torneos por luto nacional | no hubo torneos por luto nacional |
| 2007 | Amata Spring Country Club in Bangkok  | Europa (Severiano Ballesteros)    | 12½                               | Asia (Naomichi „Joe“ Ozaki)       | 3½                                |
| 2006 | Amata Spring Country Club in Bangkok  | Europa (Severiano Ballesteros)    | 9                                 | Asia (Masahiro Kuramoto)          | 7                                 |